# سید هادی حسینی
سیدهادی حسینی فرزند سید محمد (زاده ۱۳۴۲ در شیرگاه) نمایندهٔ دورهٔ نهم مجلس شورای اسلامی و عضو کمیسیون صنایع و معادن مجلس شورای اسلامی از حوزهٔ انتخابیهٔ قائم‌شهر، سوادکوه، جویبار و سیمرغ در استان مازندران است.
تحصیلات و تالیفات جامعه‌شناس - کارشناس ارشد جامعه‌شناسی؛ دانش‌آموخته دانشگاه تهران